# Terminus (mytologi)

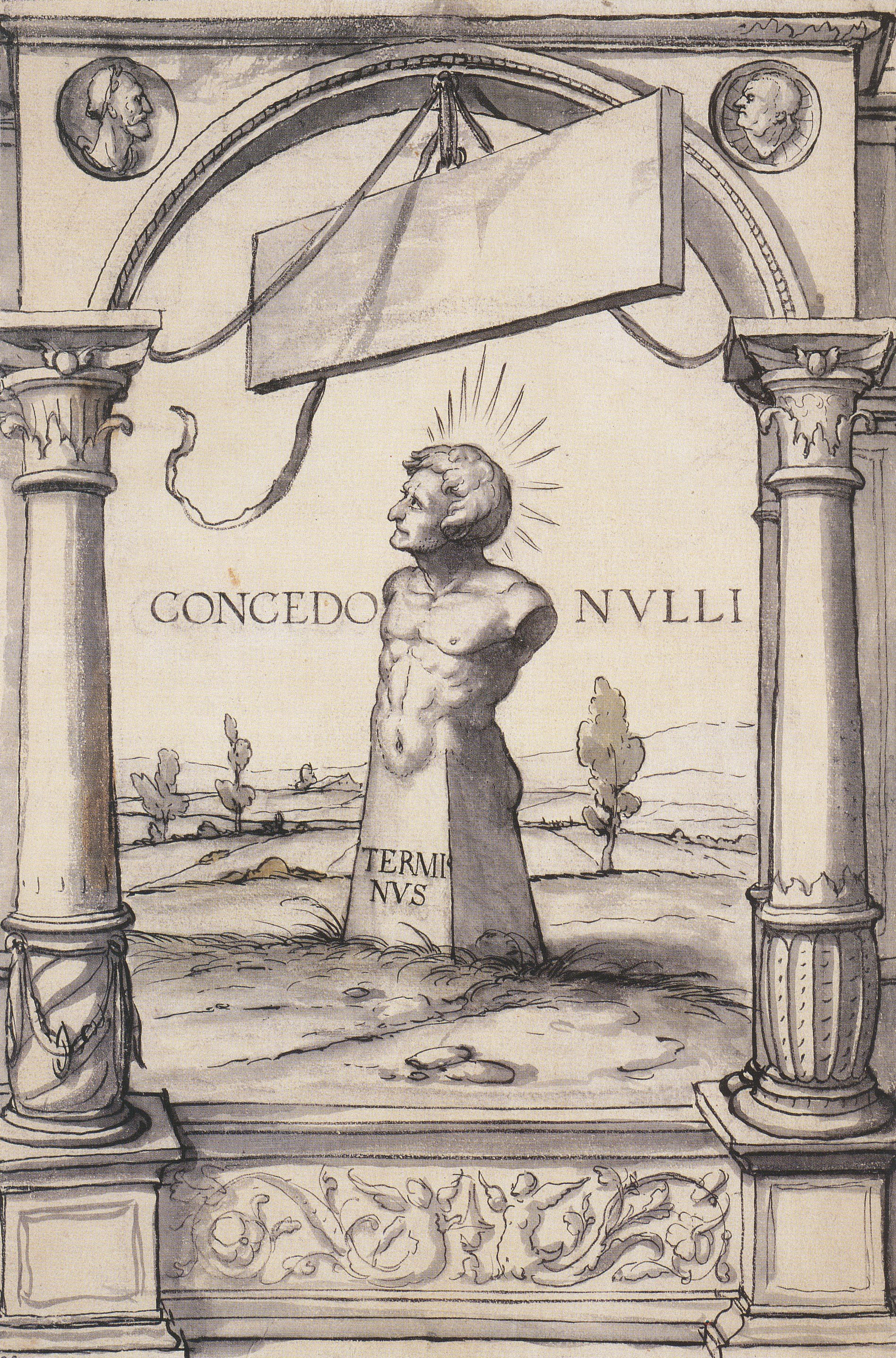
Terminus är ofta avbildad som en byst på en gränssten.

Terminus var i romersk mytologi en gud som beskyddade gränser och råmärken och särskilt gränsmärket (en sten, en påle eller en pelare) symboliserades. Vid Terminus högtider dekorerades gränsstenarna med blommor. Även grisar och lamm offrades till stenarna. Enligt romersk lag avrättades den som flyttade på stenarna och den som plöjde bort gränsstenen, var fågelfri.